# Северная Муха (созвездие)

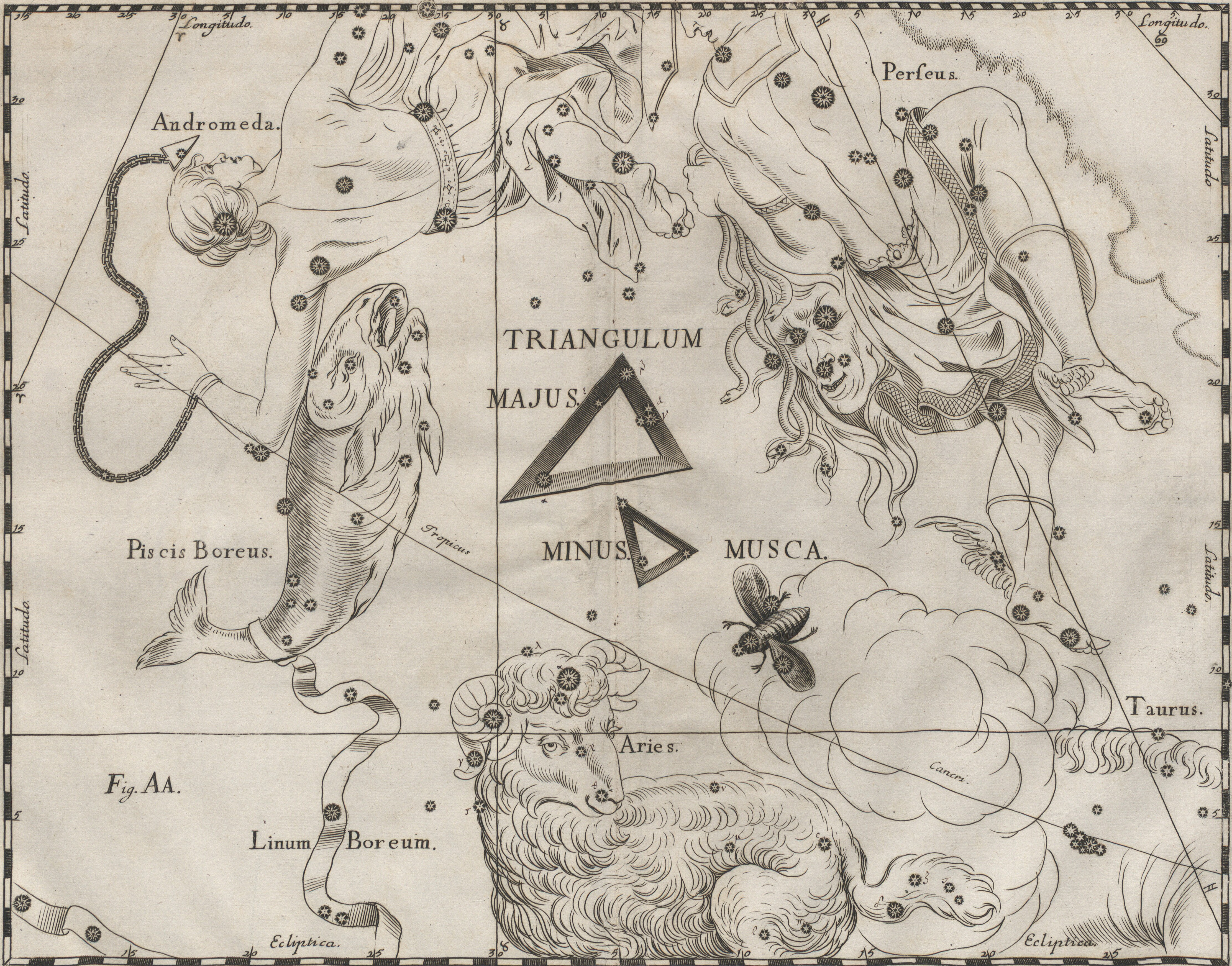
Созвездие Муха (Musca) в Атласе звёздного неба Яна Гевелия

Северная Муха (лат. Musca Borealis) — отменённое созвездие северного полушария неба. Предложено Планциусом под названием Apes («Пчела») в издании небесного атласа 1612 года. Располагалось севернее созвездия Овен, ближе к созвездию Телец.
В 1642 году созвездие было использовано Барчем, опубликовавшим его в своих небесных картах. Барч тоже видел в нём пчелу, и в описании указывал, что в нем отображена одна из пчёл, упоминавшихся в библейской истории о Самсоне, убивающем льва. Но он переименовал это созвездие в Vespa («Оса»; сейчас это слово служит научным названием шершней — рода ос).
В 1674 году французский астроном  Игнас Гастон Парди сформировал из этих звёзд созвездие Лилия.
В «Уранографии» Яна Гевелия (1690) созвездие присутствует как просто Муха (лат. Musca). Уточнение «Северная» добавили последующие астрономы, чтобы отличить это созвездие от Южной Мухи (сейчас известна просто как Муха).
Созвездие нашло признание и ряда других астрономов, но потом было забыто. Звезды его были включены в созвездие Овен. Ныне его иногда выделяют как астеризм, включающий три звезды — 41, 39, 35 Овна.

## См.также
- Лилия (созвездие)
- Бхарани